# أقصليس حلزوني
أقصليس حلزوني (الاسم العلمي:Oxalis spiralis) هي نوع من النباتات يتبع جنس الأقصليس من الفصيلة الحماضية.